# Lespinasse
Lespinasse – miejscowość i gmina we Francji, w regionie Oksytania, w departamencie Górna Garonna.
Według danych na rok 1990 gminę zamieszkiwały 1413 osoby, a gęstość zaludnienia wynosiła 333 osób/km² (wśród 3020 gmin regionu Midi-Pireneje Lespinasse plasuje się na 249. miejscu pod względem liczby ludności, natomiast pod względem powierzchni na miejscu 1553.).